# The Coming of Columbus
The Coming of Columbus est un film muet américain réalisé par Colin Campbell et sorti en 1912.

## Fiche technique
- Titre : The Coming of Columbus
- Réalisation : Colin Campbell
- Scénario : Charles E. Nixon
- Producteur : William Selig
- Société de production : Selig Polyscope Company
- Pays de production :  États-Unis
- Format : Noir et blanc — 35 mm — 1.33:1 — Muet
- Genre : Film dramatique
- Dates de sortie : 
  - États-Unis : : 6 mai 1912

## Distribution
- Charles Clary : Christophe Colomb
- Kathlyn Williams
- Hobart Bosworth
- Tom Santschi
- Bessie Eyton
- Betty Harte
- George L. Cox
- Rex De Rosselli
- Frederick Eckhart
- Robert Irving
- Walter McCollough
- George McDermott
- James O'Burrell
- Herbert Rawlinson
- Marshall Stedman
- William Stowell
- Joseph Sullivan
- Frank Weed